# Quasi-grupa współrzędnych sieci
Quasi-grupa {\displaystyle Q} jest quasi-grupą współrzędnych sieci {\displaystyle {\mathcal {S}}=(P,L^{1},L^{2},L^{3}),} jeśli:
- zbiór {\displaystyle Q} jest równoliczny z każdym ze zbiorów {\displaystyle L^{1},} {\displaystyle L^{2}} i {\displaystyle L^{3},}
- ustalone są trzy funkcje różnowartościowe {\displaystyle l^{i}:Q\to L^{i},} {\displaystyle l^{i}(Q)=L^{i};} zapisuje się je jako indeksacje {\displaystyle l^{i}(q)=l_{q}^{i}=} dla {\displaystyle q\in G,}
- {\displaystyle ab=c} wtedy i tylko wtedy, gdy przez punkt przecięcia krzywych {\displaystyle l_{a}^{1}\in L^{1},l_{b}^{2}\in L^{2}} przechodzi krzywa {\displaystyle l_{c}^{3}\in L^{3}}[1].

Krzywą {\displaystyle l_{q}^{i}} oznacza się także za pomocą pary uporządkowanej {\displaystyle (i,q)}.

## Konstrukcja sieci dla danej quasi-grupy
Dla danej quasi-grupy {\displaystyle Q} punkty zbioru {\displaystyle P} można utożsamić ze zbiorem par uporządkowanych {\displaystyle (a,b):a,b\in Q,} a krzywe {\displaystyle L^{i}} ze zbiorami {\displaystyle L^{i}=\{(i,a):a\in Q} dla {\displaystyle i=1,2,3.} Incydencję definiuje się wtedy następująco: punkt {\displaystyle (a,b)} jest incydentny z krzywymi (liniami): {\displaystyle (1,a),} {\displaystyle (2,b)} i {\displaystyle (3,ab).} Quasi-grupa {\displaystyle Q} jest wtedy quasi-grupą współrzędnych sieci {\displaystyle {\mathcal {S}}=(P,L^{1},L^{2},L^{3})}.

## Własności
- Quasi-grupa współrzędnych sieci {\displaystyle {\mathcal {S}}} zależy od wybranych indeksacji prostych każdej rodziny. Jeśli zmieni się indeksację (stosując dla każdej rodziny permutację zbioru {\displaystyle Q}), to w wyniku uzyska się różne quasi-grupy[4].
- Przy odpowiedniej zmianie indeksacji krzywych sieci jej quasi-grupa współrzędnych jest pętlą.
- Dwie quasi-grupy współrzędnych tej samej sieci są izotopijne[5].
- Wszystkie quasi-grupy współrzędnych danej sieci o quasi-grupie {\displaystyle G} są z dokładnością do izomorfizmu klasą wszystkich izotopijnych quasi-grup określonych na zbiorze {\displaystyle G}[5].